# 베토벤 바이러스
《베토벤 바이러스》(Beethoven Virus)는 2008년 9월 10일부터 2008년 11월 12일까지 MBC에서 방송된 수목드라마이다.
대한민국 제작 드라마 중 유일무이하게, 서양 고전 음악을 소재로, 시청자 정서에 미칠 파급력을 고려하여, 모든 계층이 누구나 공감할 수 있는 뮤지컬 드라마인 만큼, 이야기 구조와 진행력, 극의 완성도가 탄탄하다는 큰 호평을 얻었으며, 높은 인기를 얻기도 하였다.
이는 김명민, 이순재 등 연기력이 검증된 배우들의 우수한 연기 실력과 쪽대본이 없는 것이 이유라는 평가도 있다.
그리고 2019년에 개국한 MBC ON에서 다시 방송 중이다.

## 제작

### 기획 단계
MBC 드라마본부의 이재규 PD는 3년 동안 메디컬 드라마와 강풀의 원작인 《타이밍》의 드라마를 기획했으나 원하는 방향으로 이야기가 그려지지 못했고, 극화시키기에 너무 버겁다는 이유로 포기하게 된다. 그러다, 일명 '홍자매'라고 불리는 작가들을 만나면서 같이 드라마를 기획하기로 결정한다. 운동선수들의 이야기, 우주인 이야기 등 여러 주제들을 기획하다가, 메디컬 드라마를 하려고 대학병원에 가서 우연히 오케스트라가 있는 것을 봤다는 이야기를 꺼내면서 프로는 아니지만, 클래식을 하고자 하는 사람들의 애환을 그린 뮤지컬 드라마로 방향을 잡았다.
본 드라마의 제작 과정에서 잘 알고 지내던 서울 내셔널 심포니 오케스트라의 서희태 예술 감독에게 자문을 구하게 되고 뒤이어 김명민과 이지아를 캐스팅했다.

## 등장 인물

### 주요 인물
- 김명민 - 강마에(강건우) 역

40세의 오케스트라 지휘자. 본명은 강건우로 일명 마에스트로 강으로 불린다. 실력이 인격이라고 생각하는 철저한 엘리트주의자이기 때문에 오케스트라 킬러로 악명 높으며, 직설적인 독설화법을 자주 구사한다.. 실제 모델은 본 드라마의 서희태 예술감독이다.
시간이 흘러 루미와 뮌헨에서 다시 만나게 될 것이다
공식커플
- 이지아 - 두루미 역
- 강마에와 공식커플 강마에의 마음과 반대로 말하는 따뜻한 마음을 알아주고 독설에 상처도 많이 받았지만 모든걸 받아주고 포용하는 강마에의 마지막 여자이자 뮌헨과 한국을 왔다갔다 하며 다시 강마에와 인연의 끈을 이어간다

### 주변 인물
MBC 베토벤 바이러스 공식 홈페이지 등장인물 소개

#### 강마에의 주변 인물
- 김영민 - 정명환 역

40세의 오케스트라 지휘자. 강마에의 숙명적인 라이벌로, 그와는 정반대 성격을 가진 인물이다.
- 송옥숙 - 정희연 역

52세의 전업 주부. 강건우의 이모로, 프로젝트 오케스트라에서 첼로를 맡고 있다. 음대를 졸업했지만 연주할 기회를 잡지 못하다가 20년여만에 다시 첼로를 잡았다. 가정주부는 집안일만 해야 한다고 믿을만큼 보수적인 남편의 반대와 투쟁하며, 열정적인 음악활동을 한다.
- 이봉규 - 박진만 역

54세의 정희연의 남편. 강건우의 이모부로, 무뚝뚝하고 보수적인 성격의 권위주의자이다. 명예 퇴직 후 집에서 아내를 구박하면서 하루하루를 보내고 있다.

#### 두루미의 주변 인물
- 정석용 - 박혁권 역

36세의 복사기획사 과장. 콘트라베이스를 전공하였다. 두루미와 같은 음대를 졸업한 그녀의 선배이다. 오케스트라 모집 전단지를 보고 망설이다가 아내의 권유로 못 이기는 척하며 오케스트라에 들어오게 된다.
- 이한위 - 강춘배 역

57세의 현 석란시 시장. 문화 특구로 지정받기 위해 석란시를 음악의 도시로 만들기로 결정한다.
- 박길수 - 김 계장 역

42세의 석란시 6급 공무원. 두루미의 상사이다. 강마에와 프로젝트 오케스트라 단원을 본의 아니게 이어준 장본인이다.

#### 프로젝트 오케스트라 단원과 그 외 인물
- 이순재 - 김갑용 역

62세의 서울시립교향악단 출신. 프로젝트 오케스트라에서 오보에를 맡고 있다. 서울시향에서는 57세에 정년퇴직했다. 현재 치매(알츠하이머)를 앓고 있다.
장근석- 강건우 역
- 박철민 - 배용기 역

37세의 불광동 캬바레 돈텔파파 트럼펫 연주자 출신. 프로젝트 오케스트라에서 트럼펫을 맡고 있다. 말을 할 때 계속 헛기침을 하는 것이 특징이다.
- 현쥬니 - 하이든 역

17세. 현재 석란예술고등학교 1학년 중퇴로, 프로젝트 오케스트라에서 플룻을 담당한다. 플룻 실력은 있지만, 산만하고 철없는 날라리이다. 하지만 김갑용 할아버지와의 우정을 통해 남을 사랑하는 법을 배워간다.
- 조세은 / 박은주 - 김주연 / 김주희 역

20대 후반. 자매 사이로 프로젝트 오케스트라에 들어오기 전에는 전자바이올린을 연주하였다. 활달하고 긍정적인 사고를 지니고 있다.
- 이재희 - 홍준기 역

29세의 수의사. 클라리넷을 전공하였다. 음대 졸업 후 취직이 되지 않자, 어머니의 강권으로 수의사가 되었다. 내성적이고 말이 없는 성격이다.
- 서혜경 : 서혜경 역 - 건우의 오케스트라 피아노 협연자
- 황영희 : 황영희 역 - 박혁권 처
- 노승진 : 최구라 역 - 석란시 국회의원으로 이후 선거에서 강춘배와 맞붙어 석란시장에 당선되었다가

탄핵 된 종자
김미란 ㆍ 안제영 ㅡ 나레이터 걸

## 줄거리
음대에서 바이올린을 전공했지만 현재는 석란시 시청 공무원인 두루미(이지아 분)는 시의 발전을 위한 이벤트에 ‘프로젝트 오케스트라’ 아이디어를 낸다. 이것이 시장(이한위 분)에게 채택되고, 두루미는 악장으로서 이 프로젝트를 관리하게 되지만, 지원 받은 3억원을 공연기획자로 예정되어 있던 사람에게 사기를 당하고 이미 구성되어 있던 단원들은 모두 떠나게 된다. 하지만 두루미는 이를 시장에게 숨기고 다시 단원을 모으는데, 우여곡절 끝에 모은 오케스트라의 단원들은 모두가 아마추어이거나 음악을 관둔 사람이었다. 현재는 교통 경찰이지만 천재적인 음악성을 가진 강건우(장근석 분)와 전직 서울시향 단원이었던 김갑용(이순재 분)도 이 와중에 트럼펫 연주자와 오보에 연주자로 단원이 된다.
한편, 두루미에 의해 지휘자로 연락 받았던 유명한 마에스트로 강건우(김명민 분, 트럼펫 연주자 강건우와 동명이인, 이하 강마에)는 귀국하여 이 급조된 오케스트라 단원들에게 실력만 따지며 독설을 날리고 단원들을 대표하는 두루미와 강건우는 매번 충돌하게 된다. 지휘를 관둔다 던 강마에는 석란 시장을 만나 얘기하던 중 자신이 지휘하는 오케스트라 공연에 동창이자 라이벌인 마에스트로 정명환이 초대 손님으로 온다는 소식에 다시 오케스트라를 맡는다고 한다. 그런 강마에는 연습에 몰입하는데 강건우는 교통 경찰 정직이 풀려 다시 복직한다며 빠진다고 하여 이에 화가 난 강마에는 무작정 솔로를 강건우에게 맡기게 되고 이렇게 오케스트라 공연이 시작되지만 정희연이 남편에 붙잡히게 되고 혁권과 하이든도 강마에에 대한 불만으로 참석하지 않는 등 어수선한 분위기로 공연은 시작한다. 결국 솔로를 정희연에게 맡기게 되고 한 걸음에 달려온 정희연은 솔로를 멋지게 끝마치고 모든 공연은 성공리에 마치게 된다.
공연 뒤풀이 회식 자리에서 강마에는 석란시립 교향악단의 지휘자를 맡게 되었다고 말하고 자신의 단원들은 국내의 실력파들을 오디션을 통해 뽑을 거라며 현재 단원들에겐 단원이 아닌 관객으로 만나자는 이야기에 단원들은 모두 실망하고 단지 강건우와 혁권에게만 오디션의 기회가 주어지게 된다. 한편 김갑용은 PC방에 머물고 있는 하이든을 데리고 나와 다시 음악을 하라고 설득하고 이 말에 하이든은 마음을 추스리려 한다. 드디어 시립 교향악단 비공개 오디션은 시작되고 아마추어 단원은 프로들을 보며 탄식하고 강마에는 아마추어 단원들에게 기회를 주지만 실력 차로 인해 쓰린 말만 듣고 흩어지게 된다. 집으로 돌아온 강건우는 강마에에게 연구 단원으로도 활동이 가능한지 물어보고 강마에는 마음대로 하라고 한다. 다음 날 첫 연습에 아마추어 단원들이 나타나고 건우 자신도 연구 단원에 활동한다는 말에 강마에는 깜짝 놀라고 강건우를 해고한다. 한편 두루미의 나쁜 귀 상태에 대해 알게 된 강마에는 이를 모른 척 해준다.
강건우는 정명환을 찾아가 제자로 받아 달라고 하고 정명환은 이에 강마에 앞에서 결정할 시간을 준다고 말한다. 강건우가 채보한 악보를 본 강마에는 피아노 건반을 누르며 화음을 물어보다 강건우의 천재성을 발견하고 정명환에게 가라고 하고 결국 정명환을 따라 공항에 가지만 강마에의 마음을 알고 다시 돌아오게 된다. 테스트 악보를 받아 든 연구 단원들은 그동안 연습했던 합창 교향곡이 공연으로 나오게 되자 기뻐하고 예상 외의 뛰어난 실력에 강마에는 고민 끝에 공연을 해보자고 하지만 김갑용에게는 치매 때문에 그만 나오라고 하면서 차라리 10시간 동안 서서 연주하는 악사를 세우겠다는 말에 김갑용은 직접 거리에서 오보에를 연주하고 그것을 본 강마에는 처음에는 의연한 듯했지만 계속되는 연주에 다시 단원으로 받아주게 된다.
연습 시간이 되고 강마에는 지휘를 하게 되지만 프로들의 연주가 마음에 들지 않았던 그는 하나씩 지적하고 이에 강마에에게 불만이 있던 프로들은 절반이나 사표를 내게 되고 강마에의 사과 없이는 다시 들어오지 않겠다고 한다.

## 석란시
베토벤 바이러스에 등장하는 가상의 대한민국 도시이다. 성남시 시청사, 성남아트센터 등에서의 촬영 협조와 제작 지원을 얻어 극중 배경이 되는 도시 이름을 발음이 비슷한 성남시를 모델로 삼아 '석란시'로 설정한 것으로 알려지고 있다.

### 시정
석란시의 시정 목표는 정부의 '문화특구 지정'이다. 무소속 출신의 제9대 민선 석란시장 강춘배의 재선 달성을 위한 중대 목표이며, 이에 따라 다른 지방자체단체가 선점하지 않은 '음악'을 내세웠다. 시 표어는 '음악의 도시 석란'이다.

### 조직
석란시의 행정 조직 및 산하 기구는 석란시장이 근무하는 시 행정조직과 '석란시향'으로 약칭되는 석란시립교향악단, 그리고 석란시향 출범 이후에 개관한 시 산하 문화도서관이 확인되고 있다. 시 규모와 조직은 대한민국의 성남시와 비슷할 것으로 추정된다. 드라마 주인공 중 한 명인 시립교향악단 객원 단원 두루미(25세)는 전직 석란시 문화과 9급 공무원이며, 상관으로 나오는 6급 공무원 김 계장이 시장 강춘배를 측근에서 보좌한다.

## 제작진
- 기획 : 오경훈 (MBC 드라마운영팀)[6]
  - 연출작 : 《불새》, 《러브레터》, 《스포트라이트》, 베스트극장 〈냉장고 문을 연 남자〉외 다수 연출
- 연출 : 이재규 (MBC 드라마본부)
  - 연출작 : 《패션70s》, 《다모》, 베스트극장 〈이영숙 사진관〉외 다수 연출
- 극본 : 홍진아, 홍자람
  - 대표작 : 《반올림1》, 《태릉선수촌》, 《오버 더 레인보우》
- 조연출 : 장준호, 신용휘, 장길영, 조남형
- 촬영 : 송인혁, 홍성욱
- 프로듀서 : 김수정, 박보경, 황연미
- 편집 : 오세레나
- 예술감독 : 서희태
- 제작사 : 김종학 프로덕션, 스내핑엔터테인먼트

## 뒷 이야기
- 방송 내내 강마에의 독특한 어투로 화제를 모았고 특히 극중 강마에의 똥덩어리라는 대사는 2008년 최고의 유행어가 되었다.
- 또한 ‘강마에 신드롬’, ‘마에니즘’, ‘강마에 어록’이라는 신조어와 유행어를 남겼다.
- 넷상에서도 그 열기는 뜨거워 베토벤 바이러스 갤러리, 다음텔존 베토벤 바이러스 게시판에서 많은 팬몰이를 하였다.
- 심지어 다른 방송사인 KBS의 예능 프로그램인 개그콘서트는 이 드라마를 본따 새로 〈악성(樂聖) 바이러스〉라는 코너를 신설하기도 하였다.
- 김진웅 선문대 교수가 공개한 드라마PD협회 내부 자료에 따르면, 주연 배우 김명민은 회당 2,500만원, 장근석은 회당 1,200만원의 출연료를 받았다.[7]

## 드라마 관련 음반

### 사운드 트랙
트랙 리스트:
1. 운명
2. 무대위로
3. 내사람 - 환희
4. 천방지축 두루미
5. 베토벤을 생각하며
6. 도전
7. 들리나요… - 태연
8. 기다림
9. Maestro
10. 한 사람 때문에… - 이진성
11. Passion
12. 그렇게 바라만 보며
13. 사랑은 선율을 타고(Day By Day) - 소녀시대[8]
14. 내일을 향해
15. 설레임
16. My Humming - 임지현
17. 달려라 강건우
18. 열정의 팀
19. 미래의 꿈 - 문지성
20. 사랑할 수 있어요
21. 행복을 꿈꾸다
22. 마지막 콘서트

### 컴필레이션 앨범
트랙 리스트:
CD 1/2
1. 사라사테 : 치고이너바이젠
2. 요한 슈트라우스 1세 : 라데츠키 행진곡
3. 베토벤 : 바이올린 로망스 2번 F장조
4. 베토벤 교향곡 9번 “합창” 4악장
5. 베토벤 : 교향곡 5번 “운명”1악장
6. 주페 : 경기병 서곡
7. 쇼팽 : 연습곡 작품25-11 “겨울바람”
8. 모리코네 : 넬라 환타지아
9. 피아졸라 : 리베르탱고
10. 브람스 : 헝가리 무곡 5번
11. 브람스 : 교향곡 3번 F장조 중 3악장
12. 로시니 : 윌리엄 텔 서곡

CD 2/2
1. 사라사테 : 카르멘 환타지 중 서주
2. 모차르트 : 클라리넷 협주곡 2악장
3. 베토벤 : 바이올린 소나타“봄” 1악장
4. 오펜바흐 : 천국과 지옥 서곡
5. 드보르작 : 교향곡 9번 <신세계> 2악장
6. 림스키코르사코프 : 왕벌의 비행
7. 멘델스존 : 교향곡 4번 “이탈리아” 1악장
8. 베토벤 : 교향곡 6번 “전원” 2악장
9. 드보르작 : 슬라브무곡 작품 46-8

## 시청률
| 2008년     | 2008년          | 2008년      | 2008년      | 2008년     | 2008년     |
| 방송 일자  | 방송 횟수       | TNmS 시청률 | TNmS 시청률 | AGB 시청률 | AGB 시청률 |
| 방송 일자  | 방송 횟수       | 전국        | 수도권      | 전국       | 수도권     |
| ---------- | --------------- | ----------- | ----------- | ---------- | ---------- |
| 2008-09-10 | 제1회           | 15.7%       | 17.1%       | 15.1%      | 16.8%      |
| 2008-09-11 | 제2회           | 11.4%       | 11.9%       | 11.4%      | 12.7%      |
| 2008-09-17 | 제3회           | 12.7%       | 13.3%       | 13.1%      | 15.0%      |
| 2008-09-18 | 제4회           | 14.6%       | 16.2%       | 14.8%      | 16.1%      |
| 2008-09-24 | 제5회           | 18.0%       | 19.3%       | 16.5%      | 17.4%      |
| 2008-09-25 | 제6회           | 16.8%       | 18.1%       | 16.8%      | 18.4%      |
| 2008-10-01 | 제7회           | 19.8%       | 21.5%       | 17.7%      | 19.6%      |
| 2008-10-02 | 제8회           | 17.4%       | 18.8%       | 16.1%      | 17.1%      |
| 2008-10-08 | 제9회           | 18.4%       | 19.8%       | 16.4%      | 18.5%      |
| 2008-10-09 | 제10회          | 17.7%       | 18.9%       | 16.4%      | 17.8%      |
| 2008-10-16 | 제11회          | 20.2%       | 21.8%       | 17.0%      | 18.3%      |
| 2008-10-22 | 제12회          | 19.2%       | 21.1%       | 17.2%      | 19.4%      |
| 2008-10-23 | 제13회          | 18.5%       | 19.9%       | 18.8%      | 20.8%      |
| 2008-10-29 | 제14회          | 19.2%       | 20.6%       | 18.9%      | 21.6%      |
| 2008-10-30 | 제15회          | 19.7%       | 20.7%       | 17.4%      | 19.6%      |
| 2008-11-05 | 제16회          | 20.7%       | 22.2%       | 19.1%      | 21.7%      |
| 2008-11-06 | 제17회          | 19.5%       | 20.8%       | 18.1%      | 19.9%      |
| 2008-11-12 | 제18회 (최종회) | 20.3%       | 22.2%       | 19.5%      | 22.2%      |
| 2008-11-13 | 스페셜          | 13.9%       | 15.1%       | 11.1%      | 12.4%      |
| 전체 평균  | 전체 평균       | 17.8%       | 19.1%       | 16.7%      | 18.5%      |

※ 위 시청률 정보의 전체 평균 시청률은 스페셜 시청률을 제외한 전체 회차 평균 시청률을 집계한 것이다(수도권 및 부산·울산·경남권 기준).
관련 자료: TNS 미디어코리아

## 연장
- 2008년 10월 6일 : 베토벤 바이러스 방영 분량이 당초 16부작으로 종영할 예정이었지만, 작품의 완성도를 높이기 위해, 2회 추가 연장되어 18부작으로 변경되었다.

## 수상 경력
- 2008년
  - 제2회 코리아드라마페스티벌 대상 : 김명민
  - 제8회 방송인상 연기자부문 : 김명민
  - 2008년 MBC 연기대상
    - 대상 : 김명민
    - PD상 : 이순재
    - 중견배우부문 황금연기상 : 송옥숙
    - 조연배우부문 황금연기상 : 박철민
    - 남자 신인상 : 장근석
    - 올해의 드라마상
- 2009년
  - 제21회 한국PD대상
    - TV드라마 부문 작품상 : 이재규
    - 탤런트부문 출연자상 : 김명민

  - 제45회 백상예술대상 TV부문 남자 최우수연기상 : 김명민
  - 제36회 한국방송대상 탤런트상 : 김명민
  - 제4회 서울 드라마 어워즈 : 우수작품상 - 미니시리즈

## 참고 사항
- 본 드라마의 기획 단계에서, 로맨틱 코미디물에만 치중했던 기존 상업적 트렌디 드라마와는 달리, 한국 제작 드라마 중 유일무이하게, '오케스트라'를 모티브로 하여, 클래식 음악 특유의 독특한 소재와, 신선한 현장감을 제대로 잘 조화시킨 점이 가장 큰 성공 요인으로 분석된다. 특히 강마에라는 캐릭터는 강마에 신드롬을 불러 일으키기도 했다. 이에 대해 KBS 드라마본부의 고영탁 기획 팀장의 인터뷰에서, "강마엔 기존 드라마에서 보지 못했던 캐릭터라는 점에서 시청자들에게 묘한 매력을 주고 있는 것 같다"고 설명했다. 이와 함께 "대중들은 여전히 영웅을 원하고 그 영웅이 선한 면을 갖고 있다고 믿는다"며 "초반엔 막말을 했지만 점차 단원들에 대한 마음 씀씀이 등 겉모습과 다른 면을 보여주고 있는 것도 강마에 캐릭터에 갈수록 매력이 더해지는 이유"라고 덧붙였다.
- 클래식 음악을 중심 소재로 하는 본 작품의 특성상, 여타 방송사 드라마와는 달리 시청자 정서에 미칠 파급력을 고려하여, 시청 등급을 12세 이상 시청가로 분류하였고, KBS와 MBC 등 각 방송사의 수목드라마 시청률을 선점하기 위해 2008년 하반기 방영작으로 가닥을 잡았다.

## 동시간대 경쟁 프로그램
- 바람의 나라 (KBS 수목드라마)
- 바람의 화원 (SBS 수목드라마)